# Pallavolo ai Giochi della solidarietà islamica 2021 - Torneo maschile
Il torneo maschile di pallavolo ai Giochi della solidarietà islamica 2021 si è svolto dal 9 al 15 agosto 2022 a Konya, in Turchia, durante i Giochi della solidarietà islamica 2021: al torneo hanno partecipato otto squadre nazionali e la vittoria finale è andata per la quarta volta consecutiva all'Iran.

## Impianti
|                                                                                    |  |  |
|                                                                                    |  |  |
| Karatay Kongre ve Spor Merkezi Città: Konya Capienza: 10 000 Anno d'apertura: 2013 |  |  |

## Regolamento

### Formula
La formula ha previsto:
- Fase a gironi, disputata con girone all'italiana: le prime due classificate di ogni girone hanno acceduto alle semifinali.
- Fase finale, disputata con semifinali, finale per il terzo posto e finale, giocate con gara unica.

### Criteri di classifica
Se il risultato finale è stato di 3-0 o 3-1 sono stati assegnati 3 punti alla squadra vincente e 0 a quella sconfitta, se il risultato finale è stato di 3-2 sono stati assegnati 2 punti alla squadra vincente e 1 a quella sconfitta.
L'ordine del posizionamento in classifica è stato definito in base a:
- Numero di partite vinte;
- Punti;
- Ratio dei set vinti/persi;
- Ratio dei punti realizzati/subiti;
- Risultati degli scontri diretti.

## Squadre partecipanti
| Squadra     | Qualificazione      | Ultima partecipazione |
| ----------- | ------------------- | --------------------- |
| Azerbaigian | Wild card           | Baku 2017             |
| Camerun     | Wild card           | Palembang 2013        |
| Iran        | Wild card           | Baku 2017             |
| Marocco     | Wild card           | Baku 2017             |
| Pakistan    | Wild card           | Baku 2017             |
| Qatar       | Wild card           | Baku 2017             |
| Sudan       | Wild card           | Gedda 2005            |
| Turchia     | Paese organizzatore | Baku 2017             |

## Torneo

### Fase a gironi
| Girone A    | Girone B |
| ----------- | -------- |
| Azerbaigian | Iran     |
| Camerun     | Pakistan |
| Marocco     | Qatar    |
| Sudan       | Turchia  |

#### Girone A

##### Risultati
| 9 agosto 2022 Karatay Kongre ve Spor Merkezi, Konya Durata: 1h:04 - Spettatori: 200   | Sudan       | 0 - 3 | Azerbaigian | 13-25, 20-25, 22-25               |
| 9 agosto 2022 Karatay Kongre ve Spor Merkezi, Konya Durata: 2h:00 - Spettatori: 1 000 | Marocco     | 3 - 2 | Camerun     | 25-20, 24-26, 18-25, 25-22, 15-12 |
| 11 agosto 2022 Karatay Kongre ve Spor Merkezi, Konya Durata: 0h:59 - Spettatori: 178  | Sudan       | 0 - 3 | Marocco     | 14-25, 13-25, 14-25               |
| 11 agosto 2022 Karatay Kongre ve Spor Merkezi, Konya Durata: 1h:15 - Spettatori: 300  | Azerbaigian | 0 - 3 | Camerun     | 19-25, 23-25, 15-25               |
| 13 agosto 2022 Karatay Kongre ve Spor Merkezi, Konya Durata: 0h:45 - Spettatori: 100  | Sudan       | 0 - 3 | Camerun     | 17-25, 22-25, 17-25               |
| 13 agosto 2022 Karatay Kongre ve Spor Merkezi, Konya Durata: 1h:54 - Spettatori: 500  | Azerbaigian | 3 - 1 | Marocco     | 25-20, 22-25, 28-26, 25-19        |

##### Classifica
| Pos. | Squadra     | Pt | G | V | P | SV | SP | Ratio | PF  | PS  | Ratio |
| ---- | ----------- | -- | - | - | - | -- | -- | ----- | --- | --- | ----- |
| 1.   | Camerun     | 7  | 3 | 2 | 1 | 8  | 3  | 2,666 | 255 | 220 | 1,159 |
| 2.   | Azerbaigian | 6  | 3 | 2 | 1 | 6  | 4  | 1,500 | 232 | 220 | 1,054 |
| 3.   | Marocco     | 5  | 3 | 2 | 1 | 7  | 5  | 1,400 | 272 | 246 | 1,105 |
| 4.   | Sudan       | 0  | 3 | 0 | 3 | 0  | 9  | 0,000 | 152 | 225 | 0,675 |

      Qualificata alle semifinali.

#### Girone B

##### Risultati
| 9 agosto 2022 Karatay Kongre ve Spor Merkezi, Konya Durata: 1h:23 - Spettatori: 500     | Iran     | 3 - 0 | Qatar   | 25-15, 26-24, 25-23              |
| 9 agosto 2022 Karatay Kongre ve Spor Merkezi, Konya Durata: 2h:02 - Spettatori: 2 000   | Pakistan | 1 - 3 | Turchia | 28-30, 26-24, 27-29              |
| 11 agosto 2022 Karatay Kongre ve Spor Merkezi, Konya Durata: 1h:17 - Spettatori: 100    | Pakistan | 0 - 3 | Iran    | 18-25, 26-28, 18-25              |
| 11 agosto 2022 Karatay Kongre ve Spor Merkezi, Konya Durata: 1h:45 - Spettatori: 3 800  | Turchia  | 1 - 3 | Qatar   | 25-22, 21-25, 24-26, 14-25       |
| 13 agosto 2022 Karatay Kongre ve Spor Merkezi, Konya Durata: 2h:16 - Spettatori: 200    | Pakistan | 2 - 3 | Qatar   | 25-21, 25-13, 31-33, 23-25, 8-15 |
| 13 agosto 2022 Karatay Kongre ve Spor Merkezi, Konya Durata: 2h:15 - Spettatori: 15 000 | Turchia  | 3 - 2 | Iran    | 23-25, 22-25, 34-32, 25-21, 15-8 |

##### Classifica
| Pos. | Squadra  | Pt | G | V | P | SV | SP | Ratio | PF  | PS  | Ratio |
| ---- | -------- | -- | - | - | - | -- | -- | ----- | --- | --- | ----- |
| 1.   | Iran     | 7  | 3 | 2 | 1 | 8  | 3  | 2,666 | 265 | 243 | 1,090 |
| 2.   | Turchia  | 5  | 3 | 2 | 1 | 7  | 6  | 1,166 | 315 | 317 | 0,993 |
| 3.   | Qatar    | 5  | 3 | 2 | 1 | 6  | 6  | 1,000 | 267 | 272 | 0,981 |
| 4.   | Pakistan | 1  | 3 | 0 | 3 | 3  | 8  | 0,375 | 282 | 297 | 0,949 |

      Qualificata alle semifinali.

### Finali 1º e 3º posto
|  | Semifinali | Semifinali  | Semifinali |                 |    | Finale  | Finale      | Finale |
|  |            |             |            |                 |    |         |             |        |
|  | 1A         | Camerun     | 3          |                 |    |         |             |        |
|  | 1A         | Camerun     | 3          |                 |    |         |             |        |
|  | 2B         | Turchia     | 1          |                 |    |         |             |        |
|  | 2B         | Turchia     | 1          |                 | 1A | Camerun | 1           |        |
|  |            |             |            |                 | 1A | Camerun | 1           |        |
|  |            |             |            |                 |    | 1B      | Iran        | 3      |
|  | 1B         | Iran        | 3          |                 |    | 1B      | Iran        | 3      |
|  | 1B         | Iran        | 3          |                 |    |         |             |        |
|  | 2A         | Azerbaigian | 0          |                 |    |         |             |        |
|  | 2A         | Azerbaigian | 0          | Finale 3° posto |    |         |             |        |
|  |            |             |            |                 |    |         |             |        |
|  |            |             |            |                 |    | 2B      | Turchia     | 3      |
|  |            |             |            |                 |    | 2B      | Turchia     | 3      |
|  |            |             |            |                 |    | 2A      | Azerbaigian | 1      |

#### Semifinali
| 14 agosto 2022 Karatay Kongre ve Spor Merkezi, Konya Durata: 1h:03 - Spettatori: 550   | Iran    | 3 - 0 | Azerbaigian | 25-17, 25-20, 25-11        |
| 14 agosto 2022 Karatay Kongre ve Spor Merkezi, Konya Durata: 1h:53 - Spettatori: 3 000 | Camerun | 3 - 1 | Turchia     | 25-23, 25-18, 22-25, 25-20 |

#### Finale 3º posto
| 15 agosto 2022 Karatay Kongre ve Spor Merkezi, Konya Durata: 1h:41 - Spettatori: 200 | Turchia | 3 - 1 | Azerbaigian | 26-24, 22-25, 28-26, 25-14 |

#### Finale
| 15 agosto 2022 Karatay Kongre ve Spor Merkezi, Konya Durata: 1h:40 - Spettatori: 2 000 | Camerun | 1 - 3 | Iran | 16-25, 25-18, 23-25, 14-25 |

## Classifica finale
| Pos | Squadra     | Rosa |
| --- | ----------- | --- |
|     | Iran        | Formazione: 1 Pazhooman, 3 Mosaferdashliboroun, 4 Valizadeh, 5 Rahmani, 6 Sarlak, 8 Khameneh, 9 Malakisorkhi, 10 Homayonfarmanesh, 12 Saadat, 13 Ramezani, 14 Daneshdoust, 16 Gholipour, 17 Faroji, 20 Yali, CT: Ataei |
|     | Camerun     | Formazione: 1 Badawe, 2 Awal, 3 Amabaya, 4 Brahim, 9 Bitouna, 11 Deffo, 12 Bassoko, 13 Issa, 14 Kavogo, 15 Kody, 17 Owona, 20 Voukeng, 21 Fosso, 22 Adjessa, CT: Nanga                                                 |
|     | Turchia     | Formazione: 1 Gürbüz, 3 Kirkit, 4 Baltacı, 5 Hatipoğlu, 7 Tümer, 8 Gökgöz, 9 Hacıoğlu, 11 Fırıncıoğlu, 13 Tosun, 16 Mert, 17 Ünver, 19 Akkuş, 20 Tayaz, 77 Ergün, CT: Özbey                                            |
| 4.  | Azerbaigian | |
| 5.  | Marocco     | |
| 6.  | Qatar       | |
| 7.  | Pakistan    | |
| 8.  | Sudan       | |

## Statistiche
| Rendimento individuale | Rendimento individuale | Rendimento individuale | Rendimento individuale |
| Pos.                   | Nome                   | Punti                  | Squadra                |
| ---------------------- | ---------------------- | ---------------------- | ---------------------- |
| 1                      | Kaan Gürbüz            | 123                    | Turchia                |
| 2                      | Andrey Melnikov        | 82                     | Azerbaigian            |
| 3                      | Yvan Kody              | 71                     | Camerun                |
| 4                      | İzzet Ünver            | 60                     | Turchia                |
| 5                      | Mohamed Al Hachdadi    | 57                     | Marocco                |

| Attacchi vincenti | Attacchi vincenti         | Attacchi vincenti | Attacchi vincenti |
| Pos.              | Nome                      | Punti             | Squadra           |
| ----------------- | ------------------------- | ----------------- | ----------------- |
| 1                 | Kaan Gürbüz               | 108               | Turchia           |
| 2                 | Andrey Melnikov           | 72                | Azerbaigian       |
| 3                 | Yvan Kody                 | 66                | Camerun           |
| 4                 | Mohamed Al Hachdadi       | 52                | Marocco           |
| 5                 | Shahrooz Homayonfarmanesh | 50                | Iran              |

| Muri vincenti | Muri vincenti               | Muri vincenti | Muri vincenti |
| Pos.          | Nome                        | Punti         | Squadra       |
| ------------- | --------------------------- | ------------- | ------------- |
| 1             | Ahmet Tümer                 | 13            | Turchia       |
| 2             | Christophe Adjessa          | 12            | Camerun       |
| 3             | Emre Tayaz                  | 11            | Turchia       |
| 4             | Christian Voukeng           | 10            | Camerun       |
| 4             | Esmaeil Mosaferdashliboroun | 10            | Iran          |
| 4             | İzzet Ünver                 | 10            | Turchia       |

| Battute vincenti | Battute vincenti            | Battute vincenti | Battute vincenti |
| Pos.             | Nome                        | Punti            | Squadra          |
| ---------------- | --------------------------- | ---------------- | ---------------- |
| 1                | Kaan Gürbüz                 | 8                | Turchia          |
| 1                | Andrey Melnikov             | 8                | Azerbaigian      |
| 3                | Karim Lamri                 | 4                | Marocco          |
| 3                | Miloš Stevanović            | 4                | Qatar            |
| 5                | Mohamed Al Hachdadi         | 3                | Marocco          |
| 5                | Usman Faryad Ali            | 3                | Pakistan         |
| 5                | Vugar Bayramov              | 3                | Azerbaigian      |
| 5                | Shahrooz Homayonfarmanesh   | 3                | Iran             |
| 5                | Esmaeil Mosaferdashliboroun | 3                | Iran             |